# Michał Jan Klityński
Michał Jan Klityński herbu Wieniawa – chorąży bracławski (awansował 11 czerwca 1729), skarbnik kamieniecki (podolski) w latach 1699–1729, rotmistrz królewski.
Ufundował kościół i klasztor dominikanów w Tywrowie (1752-1760).